# Spectre (album)
 (février 2018).
Albums de Laibach
An Introduction to… Laibach / Reproduction Prohibited
(2012) 1 VIII 1944. Warszawa
(2014)
Spectre est un album de Laibach sorti le 3 mars 2014. 

## Historique
Spectre est publié aux formats CD, vinyle et fichier en téléchargement. La version CD de cet album contient quatre morceaux supplémentaires dont deux reprises ; l'une d'elles est Love On The Beat de Serge Gainsbourg, et l'autre une réinterprétation de See That My Grave Is Kept Clean du guitariste de blues Blind Lemon Jefferson.
À travers cet album, Laibach a déclaré vouloir créer un parti politique international. Certaines versions de Spectre comprennent un livret de 32 pages, dénommé Spectre Partybook, permettant de rejoindre cette organisation. Ce livret peut être aussi commandé sur la boutique du groupe. 

Le 3 mars 2014, une première vidéo illustrant le titre The Whistleblowers est mise en ligne. Elle a été réalisée à Riga par l'artiste norvégien Morten Traavik,. Inspirée par les lanceurs d'alerte, une autre version de cette vidéo voit le jour le 17 juin 2014, intégrant des portraits de Julien Assange, Edward Snowden et Chelsea Manning. Une deuxième vidéo, Eurovision, sort le 10 mai 2014. Elle est enregistrée dans une zone industrielle à côté de Trbovlje et réalisée par Rátneek.

## Liste des titres
Les titres 11 à 14 sont des bonus disponibles sur l'édition CD.
| No  | Titre                                | Auteur                                  | Durée |
| --- | ------------------------------------ | --------------------------------------- | ----- |
| 1.  | The Whistleblowers                   | Ivan Novak, Matevž Kolenc               | 3:31  |
| 2.  | No History                           | Ivan Novak, Mina Špiler, Luka Jamnik    | 3:37  |
| 3.  | Eat Liver!                           | Ivan Novak, Matevž Kolenc               | 3:10  |
| 4.  | Americana                            | Ivan Novak, Luka Jamnik                 | 4:29  |
| 5.  | We Are Millions And Millions Are One | Ivan Novak, Mina Špiler, Matevž Kolenc  | 4:23  |
| 6.  | Eurovision                           | Ivan Novak, Luka Jamnik                 | 4:38  |
| 7.  | Walk With Me                         | Ivan Novak, Mina Špiler, Matevž Kolenc  | 4:04  |
| 8.  | Bossanova                            | Ivan Novak, Mina Špiler, Matevž Kolenc  | 3:11  |
| 9.  | Resistance Is Futile                 | Ivan Novak, Sašo Vollmaier, Luka Jamnik | 6:53  |
| 10. | Koran                                | Ivan Novak, Luka Jamnik                 | 5:22  |
| 11. | The Parade                           | Ivan Novak                              | 4:06  |
| 12. | Love On The Beat                     | Serge Gainsbourg                        | 3:21  |
| 13. | Just Say No!                         | Ivan Novak, Matevž Kolenc               | 2:31  |
| 14. | See That My Grave Is Kept Clean      | Blind Lemon Jefferson                   | 4:05  |

## Crédits
| Les personnes suivantes ont participé à l'élaboration de Spectre. - Luka Jamnik – production, arrangements - Milan Fras – chant - Mina Špiler – chant - Sašo Vollmaier – arrangements (6, 14) - Slavko Avsenik Jr. – arrangements et orchestration (1, 3, 4, 9, 10) - Izidor Leitinger – arrangements cor (11), trompette (11) - Anja Winterleitner – chant (12) - Lara Winterleitner – chant (12) - Eva Kosel – conception, arrangements - Iztok Turk – co-production, mixage, mastering - Janko Dermastija – photographie - Robert Schilling – chef de projet |

## Versions
| Type | Label        | Référence               | Année | Pays                     |
| ---- | ------------ | ----------------------- | ----- | ------------------------ |
| LP   | Mute Records | STUMM358                | 2014  | Europe, Royaume-Uni, USA |
| CD   | Mute Records | CDSTUMM358              | 2014  | Europe                   |
| CD   | Mute Records | LCDSTUMM358, CDSTUMM358 | 2014  | Europe                   |